# جيف أوليفر
جيف أوليفر (بالإنجليزية: Jeff Oliver)‏ هو لاعب كرة قدم أمريكية أمريكي، ولد في 28 يوليو 1965 في قرية دلهي في الولايات المتحدة.

## وصلات خارجية
- جيف أوليفر على موقع مرجع كرة القدم المحترفة.كوم (الإنجليزية)